# Macromia cincta
Macromia cincta är en trollsländeart som beskrevs av Jules Pièrre Rambur 1842. Macromia cincta ingår i släktet Macromia och familjen skimmertrollsländor. Inga underarter finns listade i Catalogue of Life.